# Tylopus tamdaoensis
Tylopus tamdaoensis är en mångfotingart som beskrevs av Zoltán Korsós och Sergei I. Golovatch 1989. Tylopus tamdaoensis ingår i släktet Tylopus och familjen orangeridubbelfotingar. Inga underarter finns listade i Catalogue of Life.